# Camila (película)
Camila es una película argentina histórica-dramática de 1984 dirigida por María Luisa Bemberg y protagonizada por Susú Pecoraro, Imanol Arias y Héctor Alterio. Fue escrita por Bemberg junto a Beda Docampo Feijóo y Juan Bautista Stagnaro, y producida por Lita Stantic. Se estrenó el 17 de mayo de 1984 y fue nominada al Óscar a la Mejor película de habla no inglesa en 1985. También ganó el premio a la Mejor actriz en el Festival Internacional del Nuevo Cine Latinoamericano de La Habana en 1985. Actualmente es considerada todo un clásico del cine argentino.
Fue reconocida como la segunda mejor película del cine argentino de todos los tiempos en una encuesta realizada por el Museo del Cine Pablo Ducrós Hicken en 2000. En una nueva versión de la encuesta organizada en 2022 por las revistas especializadas La vida útil, Taipei y La tierra quema, presentada en el Festival Internacional de Cine de Mar del Plata, la película alcanzó el puesto número 27.

## Trama
La película recrea la historia real del romance entre Camila O'Gorman (Susú Pecoraro) y el sacerdote Ladislao Gutiérrez (Imanol Arias), durante el gobierno de Juan Manuel de Rosas en Buenos Aires, en la primera mitad del siglo XIX.
La historia comienza con la llegada de la abuela de Camila, Marie Anne Périchon de Vandeuil, más conocida como "Perichona”. La misma es traída con custodia para su reclusión definitiva en la estancia. Es recibida por toda la familia, su hijo, que se avergüenza de las aventuras de su madre, su nuera, y sus nietos. Su arribo, teniendo en cuenta la agitada vida de esta mujer que, entre otras cosas, había sido amante del Virrey Santiago de Liniers, sirve como un presagio para anticipar el pensamiento libre y la apasionada vida de Camila. Ya desde esa primera secuencia, la abuela pone sus ojos en la niña, y más adelante, Camila ya adulta comparte en la recámara de su abuela relatos de aventuras y romances del pasado. 
Camila muestra un gran interés por la literatura. En la librería de don Mariano compra libros prohibidos por Rosas. Esta actividad clandestina le cuesta muy cara a don Mariano, quien es decapitado por los seguidores de Rosas. Su cabeza es expuesta en la puerta de la iglesia. 
Ladislao es un padre jesuita que ha venido desde Tucumán. Un día, Camila se encuentra con él sorpresivamente en el confesionario, ya que este ha tomado el lugar de su habitual confesor. Después del incidente con don Mariano, Ladislao da un sermón muy polémico en el que condena la ejecución del librero. Esto lo mete en problemas. Sin embargo, Camila está de acuerdo con lo que ha dicho. Ella abiertamente le dice a su padre que nada justifica la violencia entre los dos bandos políticos enfrentados, los unitarios y los federales. Pero su padre no comparte su punto de vista y se enoja con ella.
Camila comienza a experimentar un sentimiento de afecto por el padre Ladislao, y a demostrar cada vez más interés en él. Al principio él la rechaza, siguiendo el mandato del celibato impuesto por la Iglesia Católica. Pero termina cediendo a sus pasiones y finalmente, en una escena en el campanario, le confiesa su amor a Camila. 
Ambos deciden escaparse, y se refugian en la villa de Goya, en la provincia de Corrientes, tomando nombres falsos (Ladislao Gutiérrez adoptó el nombre de «Máximo Brandier», y Camila O’Gorman se hizo llamar «Valentina Desán»). Allí se dedican a ser maestros en una escuela rural. En ocasión de un evento al que son invitados, son descubiertos por un cura que conoce a Ladislao. Un habitante del pueblo donde se escondían, encargado de la seguridad, les ofrece caballo y provisiones para que escapen antes del amanecer, cuando no le quedará más remedio que arrestarlos. Camila aguarda impaciente la llegada de Ladislao para escapar antes de que amanezca. Pero, Ladislao lleno de culpa se refugia en una Iglesia entre rezos y llanto. Finalmente vuelve al amanecer, cuando ya su destino está signado. Ambos son arrestados y aprisionados por separado.
El gobernador Juan Manuel de Rosas es acusado por sus opositores unitarios, por la prensa unitaria desde Montevideo y Chile. El 3 de marzo de 1848, Domingo Faustino Sarmiento escribió: 
"Ha llegado al extremo la horrible corrupción de costumbres bajo la tiranía espantosa del Calígula del Plata que los impíos y sacrílegos sacerdotes de Buenos Aires huyen con las niñas de la mejor sociedad, sin que el sátrapa infame adopte medida alguna contra esas monstruosas [sic] inmoralidades."
Rosas fue azuzado también por los propios federales, e incluso por el padre de la joven, Adolfo O’Gorman. Ante el clamor popular contra la violación de los votos de castidad del sacerdote y la mala reputación que se temía atrajera sobre la comunidad irlandesa, Rosas, aún contra la voluntad de Manuelita Rosas ―amiga de Camila e hija de Juan Manuel de Rosas―, ordenó su fusilamiento, lo que se cumplió poco tiempo después, en la mañana del 18 de agosto de 1848 en el Cuartel General de Santos Lugares de Rosas (actualmente localidad de San Andrés, General San Martín). En la película Camila está embarazada al momento de su fusilamiento. Hecho que habría sido inferido de las memorias del comandante de Santos Lugares, Antonino Reyes, que afirman que Camila había declarado que estaba embarazada, y que el padre Castellanos, antes de su fusilamiento, le dio a beber agua bendita para bautizar a la criatura.

## Reparto
- Susú Pecoraro como Camila O'Gorman
- Imanol Arias como Ladislao Gutiérrez
- Héctor Alterio como Adolfo O'Gorman
- Elena Tasisto como Joaquina O'Gorman
- Carlos Muñoz como Monsignor Elortondo
- Héctor Pellegrini como Commandant Soto
- Juan Leyrado como José María
- Cecilio Madanes
- Claudio Gallardou como Eduardo O'Gorman
- Boris Rubaja como Ignacio
- Alberto Busaid como Capitán
- Lidia Catalano como Hortensia
- Zelmar Gueñol
- Jorge Hacker como Padre Gannon
- Carlos Marchi
- Roxana Berco como Carmen O'Gorman
- Alejandra Colunga como Clara O'Gorman
- Alejandro Marcial
- Oscar Nuñez como Mariano
- Jorge Ochoa como Padre Félix
- Fernando Iglesias 'Tacholas'
- Mona Maris como La Perichona
- Armando Capo
- Martín Coria
- Olga Veyra
- Cido Vianna
- Carlos Rivkin
- Yanina Amato
- Mariana Cuello
- Alejandro Valls
- Luciano Castellano
- Manuel Vicente
- Juan Carlos Galbarsanini
- Lelio Incrocci como Voz de Ladislao Gutiérrez
- Jean Pierre Reguerraz
- Juan Manuel Tenuta

## Influencia
María Luisa Bemberg se basa en esta historia contada desde la historiografía oficial mitrista, que le echa todas las culpas a Juan Manuel de Rosas. La corriente revisionista, por el contrario, matiza la decisión de Rosas con el contexto en que se vivió este escándalo.
El propio padre de Camila, Adolfo O’Gorman, reclamaba un castigo ejemplar para ambos. Rosas, entre el pedido de clemencia formulado por su hija y su cuñada y la presión generalizada, le encargó un dictamen a los juristas Dalmacio Vélez Sársfield, Lorenzo Torres, Baldomero García y Eduardo Lahitte. La respuesta de los hombres de leyes ―incluido Vélez Sársfield, el futuro redactor del Código civil argentino― fue condenatoria.
Un crítico de cine ha afirmado que María Luisa Bemberg tenía la intención de retratar a Camila como una mujer audaz, en contraposición a la narrativa histórica de que Camila había sido seducida y secuestrada por su amante.[cita requerida] Esa afirmación es errónea y contradice por completo los datos disponibles acerca de este asunto: es verdad que cuando el padre de Camila denunció ante Rosas la fuga, afirmó que su hija era inocente y había sido arrastrada por el cura; pero cuando Camila O'Gorman fue detenida y encarcelada, ella se ocupó de explicar que la decisión de fugarse había sido de ella.
Ningún actor retrata a Juan Manuel de Rosas, y sus acciones se deducen solo de las declaraciones de otros personajes. Esto, y su presencia constante en los retratos, ha llevado a que algunos críticos de cine comparen el estilo narrativo de Camila con el de la clásica novela 1984, de George Orwell, y el de la película basada en la obra de Orwell.
Durante su fuga, el padre Ladislao y Camila tienen relaciones sexuales dentro de un coche de caballos. Esta escena fue tomada de una similar a la relatada en la novela Madame Bovary, de Gustave Flaubert.

## Premios
Festival Internacional del Nuevo Cine Latinoamericano de La Habana
| Año | Categoría | Nominada | Resultado |
| --- | --------- | -------- | --------- |

Premios Óscar
| Año  | Categoría                          | Nominada | Resultado |
| ---- | ---------------------------------- | -------- | --------- |
| 1985 | Mejor película de habla no inglesa | Camila   | Nominada  |

Karlovy Vary International Film Festival
| Año  | Categoría    | Nominada      | Resultado |
| ---- | ------------ | ------------- | --------- |
| 1984 | Mejor actriz | Susú Pecoraro | Ganadora  |